# Loizu
Loizu es una localidad española del municipio de Erro, en la Comunidad Foral de Navarra.

## Historia
Hacia mediados del siglo XIX, el lugar, perteneciente al valle de Erro, tenía contabilizada una población de 32 habitantes. Aparece descrito en el décimo volumen del Diccionario geográfico-estadístico-histórico de España y sus posesiones de Ultramar de Pascual Madoz de la siguiente manera:

LOIZU: l. del valle y ayunt. de Erro, prov. y c. g. de Navarra, aud. terr. y dióc. de Pamplona (4 1/2 leg.), part. jud. de Aoiz (3 1/2). sit. en la falda de un monte que rodean otros mas elevados. clima frio y sano: tiene 4 casas, igl. parr. (S. Andrés) de entrada y servida por un abad, de provision de los vec., y una fuente cuyas aguas dan movimiento a un molino harinero. El térm. confina N. Olondriz; E. Aincioa; S. Ardaiz, y O. Urniza y Larraingoa. El terreno es muy escabroso y por la parte del S. tiene un monte muy poblado de robles, pinos y otros árboles. caminos locales y de travesía. El correo se recibe de Burguete. prod. trigo, avena y maiz: cria ganado vacuno, caballar y lanar, caza de lobos, jabalíes, liebres y zorros. pobl.: 4 vec., 32 alm. riqueza: con el valle. (V.).
(Madoz, 1847, p. 359)

En 2022, tenía empadronados 12 habitantes.